# HMAS Nestor (G02)
HMAS Nestor (G02) là một tàu khu trục lớp N đã phục vụ cùng Hải quân Hoàng gia Australia trong Chiến tranh Thế giới thứ hai. Được chế tạo tại Scotland vào năm 1939-1940 và nhập biên chế vào tháng 2 năm 1941 với một thủy thủ đoàn người Australia, Nestor được đặt hàng và vẫn dưới quyền sở hữu bởi chính phủ Anh Quốc. Nó trải qua hầu hết quãng đời phục vụ trong nhiệm vụ tuần tra và hộ tống tại Đại Tây Dương, Địa Trung Hải và Viễn Đông; từng phát hiện và đánh chìm tàu ngầm U-boat Đức U-127 vào tháng 12 năm 1941. Trong Chiến dịch Vigorous hộ tống một đoàn tàu vận tải tăng viện cho Malta đang bị phong tỏa, Nestor bị hư hại nặng do do không kích, nên bị bỏ lại và bị đánh đắm vào ngày 15 tháng 6 năm 1942. Nó là chiếc tàu chiến duy nhất của Hải quân Hoàng gia Australia chưa từng hoạt động tại vùng biển Australia.

## Thiết kế và chế tạo
Lớp tàu khu trục N có trọng lượng choán nước tiêu chuẩn 1.760 tấn Anh (1.790 t), và lên đến 2.550 tấn Anh (2.590 t) khi đầy tải. Nestor có chiều dài ở mực nước là 229 foot 6 inch (69,95 m) và chiều dài chung 356 foot 6 inch (108,66 m), mạn thuyền rộng 35 foot 8 inch (10,87 m) và chiều sâu tối đa của mớn nước là 16 foot 4 inch (4,98 m). Động lực được cung cấp bởi ba nồi hơi Admiralty nối liền với hai turbine hơi nước hộp số Parsons và dẫn động hai trục chân vịt, cho phép có được tổng công suất 40.000 shp (30.000 kW). Nestor có thể đạt tốc độ tối đa 36 hải lý trên giờ (67 km/h; 41 mph); thủy thủ đoàn của con tàu bao gồm 226 sĩ quan và thủy thủ.
Vũ khí của con tàu bao gồm sáu khẩu QF 4,7 in (120 mm) Mark XII trên ba tháp pháo nòng đôi, một khẩu QF 4 in (100 mm) Mark V, một khẩu đội QF 2 pounder "pom-pom" phòng không bốn nòng, bốn pháo Oerlikon 20 mm phòng không, bốn súng máy Vickers.50 inch trên bệ bốn nòng, bốn súng máy Lewis.303, mười ống phóng ngư lôi 21 inch (533 mm) trên hai bệ năm nòng, hai máy phóng và một đường ray thả mìn sâu với 45 quả mìn được mang theo. Khẩu pháo 4 inch của Nestor sau này được tháo dỡ.
Nestor được đặt lườn tại xưởng tàu của hãng Fairfield Shipbuilding and Engineering ở Govan, Scotland vào ngày 26 tháng 7 năm 1939. Chiếc tàu khu trục được hạ thủy vào ngày 9 tháng 7 năm 1940 bởi con gái của một trong các giám đốc xưởng tàu, và nhập biên chế cùng Hải quân Hoàng gia Australia vào ngày 3 tháng 2 năm 1941. Cho dù nhập biên chế như một tàu Australia, Nestor vẫn là một tài sản của Hải quân Hoàng gia Anh. Con tàu được đặt tên theo Nestor, một hình tượng Thần thoại Hy Lạp, và với phí tổn hết 398.960 Bảng Anh.

## Lịch sử hoạt động
Trong khi chạy thử máy, Nestor được bố trí nhiều lượt hoạt động về phía Bắc quần đảo Anh trong tình trạng rất kém. Vào ngày 14 tháng 5, thủy thủ trên tàu đã làm binh biến để phản ứng lại việc say rượu của chỉ huy con tàu và hai sĩ quan cao cấp: họ tự giam mình trong phòng nghỉ và từ chối vận hành con tàu cho đến khi các sĩ quan bị cách chức. Vị bác sĩ trên tàu đã gặp gỡ đô đốc tại Scapa Flow nơi con tàu đặt căn cứ; đô đốc đã gửi thủy binh đến bắt giữ ba sĩ quan và bổ nhiệm chỉ huy mới cho con tàu.
Sau khi hoàn tất chạy thử máy, Nestor được phân nhiệm vụ hộ tống vận tải và tuần tra tại Bắc Đại Tây Dương. Trong tháng 5, nó tham gia cuộc săn đuổi Bismarck, nhưng phải chuyển hướng đến Iceland để tiếp nhiên liệu vào lúc lực lượng Đồng Minh phát hiện và đánh chìm chiếc thiết giáp hạm Đức. Nó được điều động sang Địa Trung Hải vào tháng 7, và đã tham gia các đoàn tàu vận tải tăng viện cho Malta đang bị phong tỏa, rồi làm nhiệm vụ hộ tống vận tải tại Nam Đại Tây Dương trước khi quay trở về Anh để tái trang bị vào tháng 10. Chiếc tàu khu trục quay trở lại nhiệm vụ hộ tống vận tải đi Malta vào tháng 12. Vào ngày 15 tháng 12, nó đụng độ với tàu ngầm U-boat U-127 ngoài khơi mũi St. Vincent, và nó đã thành công trong việc tiêu diệt tàu ngầm đối phương bằng mìn sâu.
Vào tháng 1 năm 1942, Nestor được điều sang Viễn Đông. Trong hành trình, nó cùng nhiều tàu chị em đã hộ tống cho tàu sân bay HMS Indomitable trong một nỗ lực chuyển giao máy bay đến Malaya. Sau đó, nó gia nhập Hạm đội Đông, và đặt căn cứ tại Colombo. Vào tháng 3 năm 1942, thị trấn Andover, Hampshire nhận đỡ đầu cho Nestor sau khi cư dân tại đây gây quỹ được 214.467 Bảng Anh trong Tuần lễ Tàu chiến. Một tấm biển đánh dấu mối quan hệ ngắn ngũi này có thể thấy tại Bảo tàng Andover. Đến tháng 5 năm 1942, chiếc tàu khu trục được điều động trở lại khu vực Địa Trung Hải.
Vào ngày 12 tháng 6 năm 1942, Nestor khởi hành từ Haifa trong thành phần một lực lượng hộ tống lớn cho Chiến dịch Vigorous, một đoàn tàu vận tải Malta bao gồm 11 tàu buôn chuyên chở thực phẩm, nhiên liệu và tiếp liệu cho hòn đảo đang bị phong tỏa. Không kích quấy phá của đối phương nhắm vào đoàn tàu bắt đầu hầu như ngay khi chúng rời cảng. Đến xế chiều ngày 15 tháng 6, đoàn tàu nhận được tin tức về một đoàn tàu vận tải thứ hai khởi hành từ phía Tây, Chiến dịch Harpoon, đã đến nơi thành công; và căn cứ vào cường độ không kích cũng như tin tức tình báo về một hạm đội Ý đang có mặt tại khu vực, người ta quyết định đổi hướng đoàn tàu Vigorous về phía Alexandria.

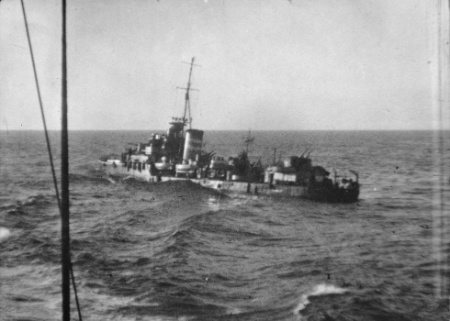
Nestor đang chìm sau khi bị đánh đắm

Vào khoảng 18 giờ 00, đang khi ngoài khơi Crete, một máy bay ném bom Ý đã ném bom trúng Nestor, làm thiệt mạng bốn thủy thủ và làm hỏng nặng phòng động cơ của chiếc tàu khu trục. Tàu khu trục HMS Javelin bắt đầu kéo Nestor, nhưng đến 05 giờ 30 phút ngày 16 tháng 6, lượng nước tràn vào con tàu lớn đến mức không thể phục hồi. Thủy thủ đoàn được cho chuyển sang Javelin, và nó bị đánh đắm bằng mìn sâu ở tọa độ 33°36′B 24°30′Đ / 33,6°B 24,5°Đ. Nestor trở thành chiếc tàu chiến Hải quân Hoàng gia Australia duy nhất chưa từng viếng thăm Australia.
Chiếc chuông của con tàu được thu hồi, và được trưng bày tại bảo tàng của Căn cứ Hải quân HMAS Cerberus.